# Spútnik 2
L'Spútnik 2 (en rus: Спу́тник-2, "Satèl·lit 2"), o Prosteixi Spútnik 2 (PS-2, en rus: ПС-2, Просте́йший Спу́тник 2, "Satèl·lit elemental 2"), fou la segona nau espacial llançada a l'òrbita terrestre, el 3 de novembre de 1957, i la primera a portar un animal viu, una gossa anomenada Laika. L'Spútnik 2 va ser una càpsula de 4 metres en forma de con d'altura amb un diàmetre de base de 2 metres (6,6 peus). Contenia diversos compartiments per a transmissors de ràdio, un sistema de telemetria, una unitat de programació, un sistema de regeneració i control de temperatura de la cabina, i instruments científics. Una cabina segellada separada contenia la gossa Laika.
L'enginyeria i les dades biològiques van ser transmeses mitjançant el sistema de telemetria TRAL D, que transmetria dades a la Terra per un període de 15 minuts durant cada òrbita. Hi havia dos fotòmetres a bord per mesurar la radiació solar (emissions ultraviolades i de raigs X de les emissions) i els rajos còsmics. L'Spútnik 2 no contenia una càmera de televisió; les imatges de televisió de gossos al Korabl-Spútnik 2 sovint s'identifiquen erròniament com a pertanyents a Laika.
Oficialment el satèl·lit va ser llançat en el marc de l'Any Geofísic Internacional.

## Perfil de la missió

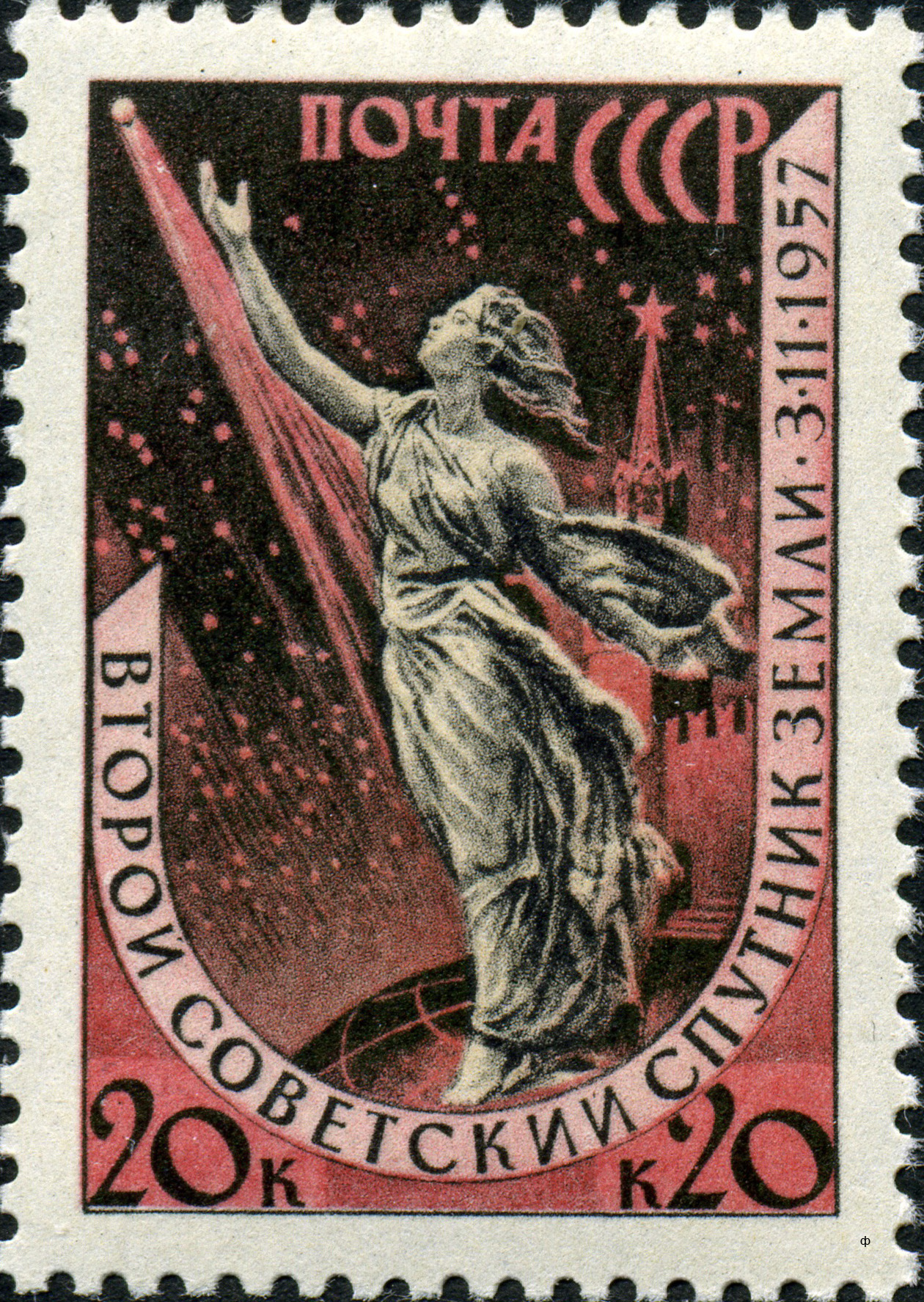
Segell postal de l'URSS, «Спутник-2»

L'Spútnik 2, conegut per l'oficina de disseny de Serguei Koroliov com a "Prosteixi Spútnik-2" (significa "Satèl·lit elemental 2"), es va posar en marxa en un 212 × 1660 km (132 × 1.031 milles) òrbita amb un període de 103,7 minuts en un míssil balístic intercontinental R-7 modificat, similar a l'utilitzat per llançar l'Spútnik 1. El R-7 també es coneix per la seva denominació GURVO 8K71 així com a "T-3, i M-104, i Tipus A. L'R-7 modificat per al llançament del satèl·lit PS-2 va ser designat 8k71PS. A diferència de l'Spútnik 1, l'Sputnik 2 no va ser dissenyat per separar del nucli sustentador R-7, des que l'etapa central de l'Spútnik 1 havia demostrat una vida orbital acceptable. Això va permetre que el sistema Tral D de telemetria del nucli fos utilitzat per transmetre dades, però donaria lloc a l'especulació que l'Spútnik 2 no se n'havia pogut separar. Després d'assolir l'òrbita, la temperatura interior va pujar ràpidament a més de 40° C (100° F), i Laika va sobreviure durant només unes poques hores en lloc dels deu dies previstos. L'òrbita del Sputnik 2 va decaure i va tornar a entrar a l'atmosfera de la Terra el 14 d'abril 1958 després de 162 dies en òrbita.

## Passatger
El primer ésser viu (més gran que un microbi) a entrar en òrbita fou una gossa, meitat samoide, meitat terrier, originalment anomenada Kudriavka ("cuqueta"), però més tard fou rebatejada com a Laika ("bordadora"). Laika va ser seleccionada d'entre deu candidats a l'Institut de Medicina d'Aviació de la Força Aèria de l'URSS, pel seu temperament dòcil. Pesava al voltant de 6 kg. La cabina pressuritzada a l'Spútnik 2 permetia suficient espai perquè jagués o s'estigués dempeus i fou encoixinada. Un sistema de regeneració d'aire proporcionava l'oxigen; els aliments i l'aigua es van dispensar en una forma gelatinitzada. Laika va ser encadenada al seu lloc i dotada d'un arnès, una bossa per recollir els residus, i elèctrodes per monitorar els signes vitals. Ben d'hora la telemetria indicà que Laika estava agitada, però viva i bé, encara que la temperatura de la cabina ja havia arribat a 43° C durant la tercera òrbita. La telemetria biomètrica va fallar en algun moment després de la quarta òrbita. Si bé en un principi es va afirmar que Laika havia sobreviscut en òrbita durant una setmana, dècades més tard fonts russes van revelar que Laika probablement va viure només unes poques hores en òrbita abans de morir a causa d'hipertèrmia. La missió va proporcionar als científics les primeres dades sobre el comportament d'un organisme viu en l'ambient espacial.

## L'Spútnik 2 i el cinturó de Van Allen
L'Spútnik 2 detectà el cinturó de radiació exterior de la Terra en les latituds més septentrionals, però la importància de la radiació elevada no va ser tinguda en compte. A Austràlia, el professor Harry Messel interceptà els senyals, però els  soviètics no proporcionarien el codi i els australians no enviaren les dades. El 1958, amb l'Spútnik 3, van començar a cooperar i confirmar els resultats dels satèl·lits estatunidencs Explorer 1, 3, i 4.